# Musano
Musano è una frazione del comune italiano di Trevignano, in Provincia di Treviso.

## Storia
Le origini del paese andrebbero ricercate nell'epoca dei Paleoveneti, quando rappresentava forse un pagus (villaggio) ad economia agricolo-pastorale, sviluppatosi grazie alla posizione lungo il percorso che sarebbe diventato la romana via Postumia.
In epoca romana la zona fu centuriata e pare che lo stesso toponimo sia un prediale riferito ad un colono di nome Musius. Si ritiene che in questo periodo la località mantenesse il suo ruolo di centro agricolo fornito di una mansio, ovvero una stazione di sosta.
Nel medioevo seguì le sorti dei centri vicini come parte del comune di Treviso. Nel XII secolo compaiono le prime forme di autonomia amministrativa locale (le regole), ma di Musano non c'è ancora traccia, pur rappresentato già un abitato di discrete dimensioni (era forse una centena dipendente da Istrana). A partire Trecento è invece attestata una regola locale dipendente direttamente dalla podesteria di Treviso, così come Signoressa e diversamente da Trevignano e Falzè, comprese nel distretto di Montebelluna.
In questo periodo lo sviluppo del paese fu ostacolato da una forte presenza religiosa (nell'XI secolo divenne sede di un monastero), che si contrapponeva alle più vivaci signorie feudali presenti, per esempio, a Falzè e a Trivignano. A ciò si aggiungeva la posizione in prossimità della Postumia e della Feltrina che la esponeva ai saccheggi degli eserciti di passaggio.
Con l'annessione alla Repubblica di Venezia la vecchia organizzazione amministrativa venne grossomodo mantenuta. Musano risultò ancora compresa nel Trevigiano, ora come parte della circoscrizione detta Campagna di Sotto.
Durante la caduta della Serenissima, Musano fu travagliata dai combattimenti tra le truppe francesi e austriache. Seguì quindi le sorti del Veneto e, dopo un periodo passato sotto l'Arciducato d'Austria, divenne parte del napoleonico Regno d'Italia. Fu comune autonomo sino al 1810, quando venne dichiarata frazione di Trevignano quale è tuttora. Seguirono il Regno Lombardo-Veneto e, nel 1866, l'annessione al Regno d'Italia.
La prima guerra mondiale segnò particolarmente Musano in quanto, dopo la Rotta di Caporetto, l'intero comune di Trevignano si ritrovò a breve distanza dal fronte del Piave. Durante questo drammatico periodo villa Coletti ospitò il Comando generale dell'esercito che aveva il compito di riorganizzare le truppe e dirigere la controffensiva. Nei dintorni erano frattanto improvvisati degli ospedali da campo e posizionati pezzi di artiglieria nell'evenienza di uno sfondamento nemico. Nel 1918 fu addirittura bombardata la zona attorno alla chiesa: si contarono alcuni morti, tra cui due civili e alcuni militari del vicino campo inglese. In questo periodo il paese era frequentato dall'eroe Francesco Baracca che vi passava per comprare il latte.

## Monumenti e luoghi d'interesse

### Chiesa parrocchiale
Già cappella della pieve di Postioma, sin dal 1184 il suo beneficio era concesso al capitolo dei canonici della cattedrale di Treviso, ma dal Cinquecento venne trasferito alla famiglia Banfio. Questa situazione fu mantenuta sino al Settecento, quando fu dichiarata parrocchia.
L'attuale edificio venne ultimato nel 1770 e dieci anni dopo fu concluso il campanile disegnato da Giovanni Miazzi. La definitiva consacrazione avvenne nel 1779.
All'interno, va citato il tabernacolo dell'altare maggiore, attribuito a Giorgio Massari.

### Chiesa di San Sisto
È un edificio antichissimo che affonda forse le sue radici in epoca paleocristiana. Nel Quattrocento vi sorgeva attorno un piccolo centro abitato, presto abbandonato a causa delle devastazioni portate da soldataglie di passaggio.

### Ville venete
- Villa Cadò
- Villa Coletti
- Casa Coletti Previero
- Casa Pizzolato
- Villa Favaretto,  un tempo costituiva un'unica proprietà con la limitrofa villa Coletti.

Realizzata, probabilmente, nel XVIII secolo, è composta dalla casa domenicale, una barchessa e un rustico usato un tempo come stalla. Gli edifici sono immersi nel vasto parco costituito da una grande varietà di alberi ad alto fusto e delimitato da un muro intonacato concluso da una corona in laterizi a vista con sezione semicircolare. Gli accessi sono due: il principale, a sud, è un grande cancello in ferro sostenuto da pilastri circolari raccordati da ali curve al muro; l'altro è un ingresso solo pedonale.
Le costruzioni si dispongono isolate l'una dietro l'altra in direzione sud-nord, con la casa domenicale più prossima alla strada, la barchessa nel mezzo e, infine, il rustico.
La casa domenicale è costituita da un volume a tre piani (l'ultimo è un sottotetto), affiancato da un ampliamento più basso a est. La facciata, tripartita, è molto equilibrata in quanto le aperture si dispongono su tre assi di simmetria equidistanti. Interessante l'asse mediano, dove si susseguono tre aperture via via sempre più piccole, dal portale d'ingresso alla finestrella del sottotetto, oltre la quale si colloca il frontoncino curvilineo, ornato al centro da un piccolo foro quadrilobato e ai vertici da tre sfere decorative poste su piedistalli. Al centro del primo piano si trova un pregevole balconcino in ferro ornato da motivi floreali, in realtà poco visibili per il rivestimento di rampicanti che cresce sulla superficie dell'edificio. Si intravede anche un altro motivo decorativo basato sul contrasto tra l'intonaco bianco e le fasce decorative rosate che incorniciano le aperture. Il tutto è concluso da una cornice su cui si imposta la copertura a padiglione.
All'interno si può apprezzare il tradizionale impianto tripartito con una sala a occidente, il vano scala a est (cui si aggiunge un'altra sala comunicante con l'ampliamento) e il salone centrale passante. Di quest'ultimo vanno ricordati il pavimento a terrazzo veneziano e il soffitto ligneo alla sansovina